# Chaetomium cuniculorum
Chaetomium cuniculorum är en svampart som beskrevs av Fuckel 1870. Chaetomium cuniculorum ingår i släktet Chaetomium och familjen Chaetomiaceae.  Arten är reproducerande i Sverige. Inga underarter finns listade i Catalogue of Life.